# فطريات كببية
الفطريات الكببية (الاسم العلمي: Glomeromycota) هي شعبة من الفطريات.

## طوائف
- الكببياوات